# دوغ ديفيز
دوغ ديفيز هو لاعب كرة القدم الكندية كندي، ولد في 22 ديسمبر 1964 في تورونتو في كندا.